# 武爾納雷區

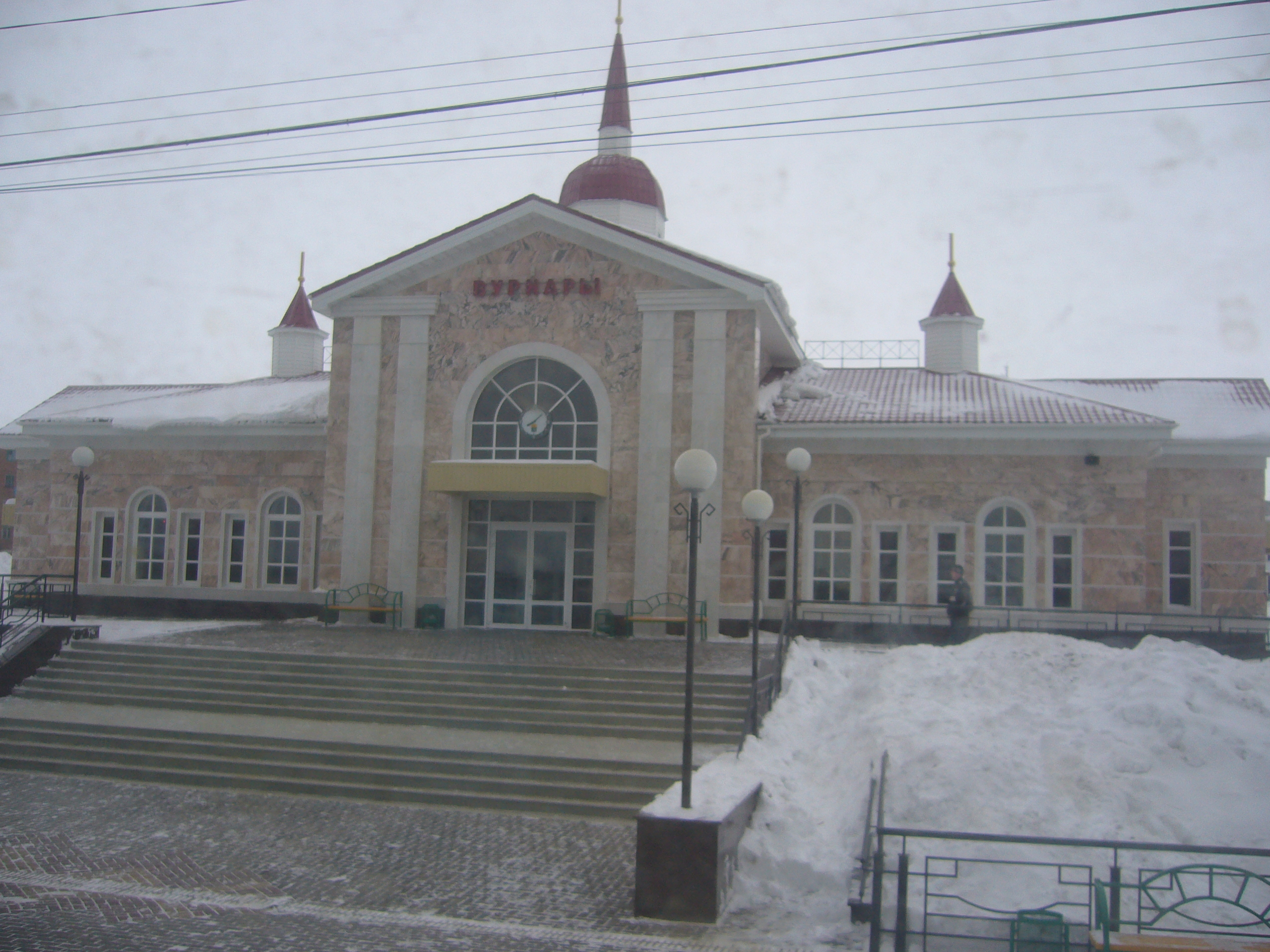

55°37′N 46°55′E / 55.617°N 46.917°E
武爾納雷區（俄语：Вурнарский район），是俄羅斯的一個區，位於該國西部，由楚瓦什共和國負責管轄，面積1,012.6平方公里，2010年人口35,850，人口密度每平方公里35.4人。